# Pine City, Minnesota
Pine City là một thành phố thuộc quận Pine, tiểu bang Minnesota, Hoa Kỳ. Năm 2010, dân số của thành phố này là 3123 người.

## Dân số
- Dân số năm 2000: 3043 người.
- Dân số năm 2010: 3123 người.